# Blues in Orbit
Duke Ellington and his Award Winners – Blues in Orbit ist ein Jazzalbum von Duke Ellington, das in fünf Aufnahmesessions zwischen Februar 1958 und Dezember 1959 in wechselnden Besetzungen entstand und 1960 bei Columbia erschien. 2004 wurde das Album auf CD wiederveröffentlicht, erweitert um mehrere Alternate Takes und Stücke von vorherigen Sessions.

## Hintergrund
Wie schon das ein Jahr früher entstandene Album The Cosmic Scene: Duke Ellington’s Spacemen spielte Blues in Orbit im Titel auf die Satelliten- und Weltraumbeisterung der amerikanischen Gesellschaft und Ellingtons an. In den ursprünglichen Liner Notes beschrieb Teo Macero die Atmosphäre der nächtlichen Aufnahmesitzung, in der die meisten Stücke dieses Albums entstanden sind; sie begann am 2. Dezember 1959 im New Yorker Columbia-Studio in der 30th Street erst um Mitternacht, weil Ellingtons enger Terminplan und die Buchungen für das Studio keine andere Uhrzeit zuließen. Zweck der Session war es für den jungen Produzenten Macero u. a. auch, eine Reihe von Jukebox-kompatiblen Stücken einzuspielen, mit dem man an den Erfolg seines Auftritts in Newport 1956 anschließen wollte.
Ellington und Strayhorn, die teilweise noch während der Aufnahmen an den Arrangements arbeiteten, stellten für die Session die Band in voller Stärke (15 Musiker für das Titelstück und Track 360) und kleineren Besetzungen von neun, elf bzw. zwölf Ensemblemitgliedern zusammen. Im ersten Stück, Jimmy Hamiltons Three J’s Blues ist der Komponist ausnahmsweise auf dem Tenorsaxophon zu hören. Sein Titel bezieht sich auf die drei anwesenden „Jimmys“, nämlich Hamilton selbst sowie Jimmy Woode und den Drummer Jimmy Johnson, der den damals erkrankten Sam Woodyard vertrat. In Strayhorns Komposition Smada sind Gonsalves und Trompeter Ray Nance die Solisten. Pie Eye’s Blues, ein zwölftaktiger Jazzblues, ist eine Variante des Flirtibird-Themas aus dem 1959 entstandenen Soundtrack von Otto Premingers Anatomy of a Murder, in dem Ellington einen Auftritt als Bandleader Pie Eye hatte.
C Jam Blues ist ein Feature für Ray Nance auf der Violine; als Solist zu hören sind auch der Posaunist Matthew Gee sowie Gonsalves und Booty Wood. In In a Mellow Tone setzt Ellington zunächst perkussive Akzente am Piano; dann folgt Harry Carney auf dem Baritonsaxophon. Matthew Gee war Co-Komponist und Baritonhorn-Spieler bei The Swingers Get the Blues, Too; die Up-Tempo-Nummer The Swingers Jump entstand erst während der Aufnahmen und wurde daher zunächst „Last Minutes Blues“ genannt.
Johnny Hodges, der Anfang 1958 mit der Billy-Strayhorn-Band auf Tournee war, ist nur in drei Titeln zu hören, in Villes Ville is the Place, Man, in der Ballade Sentimental Lady und in Brown Penny, das aus der Broadway-Revue Beggar’s Holiday stammte, die Ellington mit John La Touche geschrieben hatte. Billy Strayhorn ist der Pianist in Blues in Blueprint, bei dem Ellington fingerschnipsend die Band leitet; Harry Carney spielt hier Bassklarinette.

## Rezeption
In seiner Besprechung des Albums bei Allmusic vergab Bruce Eder lediglich drei Sterne und räumte ein, dass Blues in Orbit das intellektuelle Format der Suiten und Konzeptalben fehle, die breiten Raum unter Ellingtons Aufnahmen dieser Periode einnähmen; dennoch sei es ein Album von eigenem Wert, auch wenn es nur darum gehe, die Band von einer leichteren Seite ihres Sounds zu erleben. Das Album bilde die Essenz dieser nächtlichen Session, die eher den Charakter einer Jam-Session als eines normalen Studiotermins gehabt habe, ausbalanciert zwischen der Spontaneität der Jam- und dem technischen Hochglanz der Studiosession.
Richard Cook und Brian Morton vergaben an das Album die zweithöchste Bewertung von 3½ Sternen („a very fine album“) und heben besonders die solistischen Leistungen von Paul Gonsalves hervor, der das Album beinahe dominiere, so in Brown Penny (das die frühere Vokalversion von Kay Davis imitiere), in der zucksersüßen Interpretation von Sentimental Lady (auch I Didn’t Know About You) und in Smada, das sonst ein Feature für Jimmy Hamilton war. Dieser klinge auf dem Tenor in Three J’s Blues und Pie Eye’s Blues eher anonym. Im C Jam Blues kehre er wieder zur gewohnten Klarinette zurück; hinzu kämen exzellente Soli von Gonsalves und den eher unbekannten Matthew Gee und Booty Wood. Erfreulich seien auch die neu entstandenen Ellington-Kompositionen Blues in Blueprint und The Swinger’s Jump, die das leicht vorhersehbare Profil variierten.
Die französische Académie du Jazz zeichnete das Album 1981 mit dem neu geschaffenen Prix Bill Coleman aus.

## Liste der Stücke
- Duke Ellington and his Award Winners – Blues in Orbit (Columbia)
  1. Three J’s Blues (Jimmy Hamilton) – 2:54
  2. Smada (Ellington, Billy Strayhorn) – 2:38
  3. Pie Eye’s Blues – 3:27
  4. Sweet and Pungent (Strayhorn) – 4:03
  5. C Jam Blues (Ellington, Barney Bigard) – 4:52
  6. In a Mellow Tone (Ellington, Milt Gabler) – 2:43
  7. Blues in Blueprint – 3:43
  8. The Swingers Get the Blues, Too (Ellington, Matthew Gee) – 3:09
  9. The Swinger’s Jump – 3:53
  10. Blues in Orbit (Strayhorn) – 2:29
  11. Villes Ville Is the Place, Man – 2:33
  12. Track 360 – 2:03 Bonustrack
  13. Sentimental Lady – 4:02 Bonustrack
  14. Brown Penny (Ellington, John La Touche) – 3:02 Bonustrack
  15. Pie Eye’s Blues [alternate take] – 3:32 Bonustrack
  16. Sweet and Pungent [alternate take] (Strayhorn) – 3:52 Bonustrack
  17. The Swinger’s Jump [alternate take] (Ellington) – 3:51 Bonustrack
  18. Blues in Orbit [alternate take] (Strayhorn) – 2:39 Bonustrack 
  19. Track 360 [alternate take] – 2:01 Bonustrack
- Alle Kompositionen – sofern nicht anders angegeben – stammen von Duke Ellington.

Die beiden ersten Sessions fanden bei Radio Recorders, Los Angeles statt; am 4. Februar 1958 wurden die Stücke 12 und 19 aufgenommen; am 12. Februar 1958 die Stücke 10 und 18. Die weiteren Sessions fanden im CBS 30th Street Studio in New York City statt; am 25. Februar 1959 wurde Stück 11, am 2. Dezember 1959 die Stücke 1, 3–5 und 13–16 sowie am 3. Dezember 1959 die Stücke 2, 6–9 & 17 eingespielt.